# Phare de Rinns of Islay
Le phare de Rinns of Islay (en gaélique écossais : Na Roinn Ìleach) ou phare d'Orsay est un phare édifié sur la petite île d'Orsay, au sud-ouest de l'Île d'Islay (Hébrides intérieures) à laquelle elle est rattachée, dans le comté de Argyll and Bute à l'ouest de l'Écosse.
Ce phare est géré par le Northern Lighthouse Board (NLB) à Édimbourg,l'organisation de l'aide maritime des côtes de l'Écosse.

## Histoire

### Île d'Orsay
Cette petite île abrite les ports de Portnahaven et Port Charlotte,
L'île d'Orsay est désignée comme une Zone de protection spéciale (ZPS) en raison de son importance en oiseaux marins qui y viennent nidifier ou hiverner, particulièrement l'oie rieuse du Groenland à front blanc et le crave à bec rouge. La préservation de la zone doit beaucoup à sa large variété d'habitats incluant le marais, la lande, la prairie de dune, la prairie maritime et des terres agricoles largement cultivées. Le Rhinns complex (en) est une roche magmatique déformée qui forme le sous-sol du Rhinns d'Islay.

### Le phare
Le phare a été construit par l'ingénieur civil écossais Robert Stevenson en 1825. C'est une tour ronde en maçonnerie blanche de 29 m de hauteur, avec galerie rembardée et haute lanterne au dôme peint en noir. Les maisons de gardien d'un seul étage se trouvent au pied de celle-i, le tout est ceint d'un muret de pierre. Le site est ouvert et accessible seulement par bateau.

### Lien connexe
- Liste des phares en Écosse